# Domek loretański w Bydgoszczy

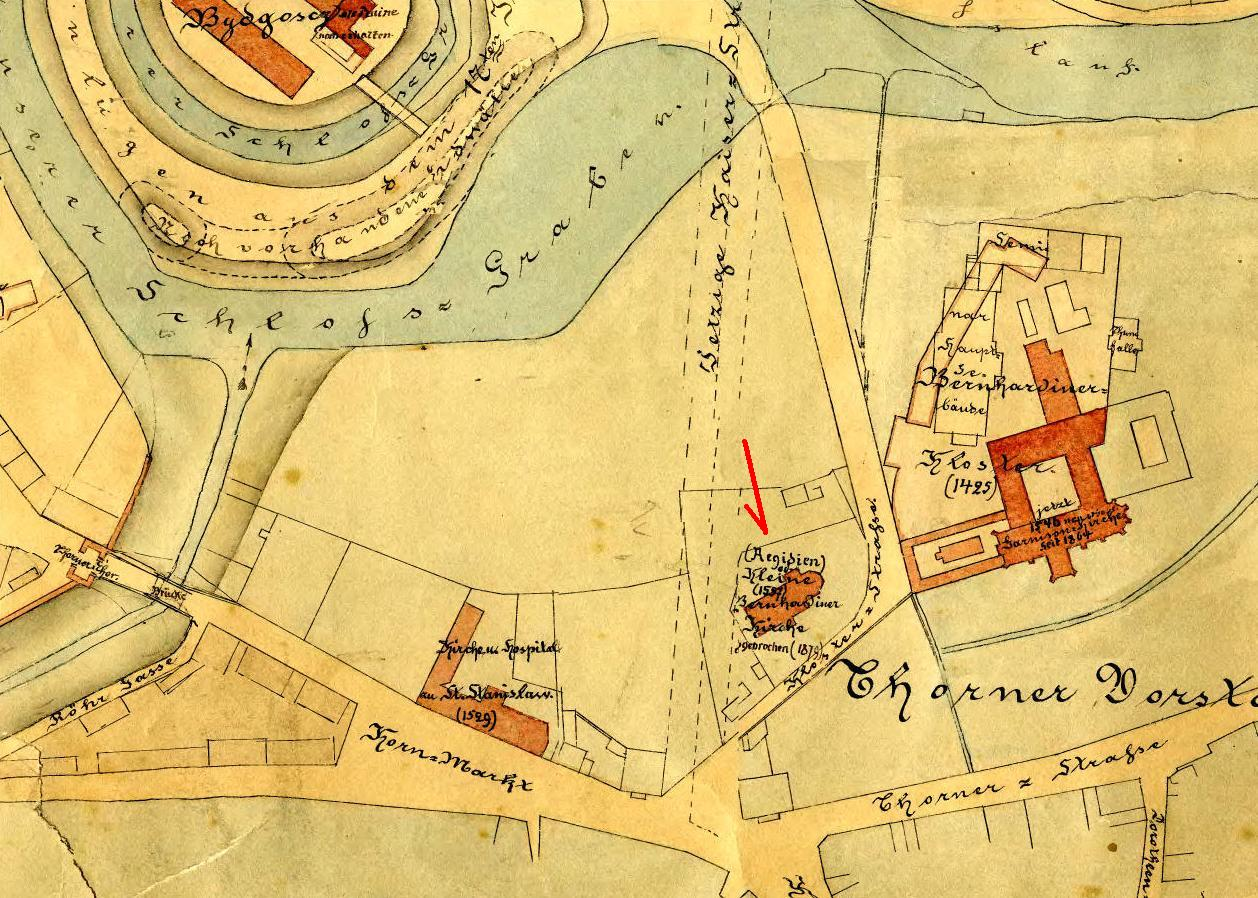
Plan klasztoru bernardynów w Bydgoszczy z XVI–XVIII w. – rekonstrukcja Gustawa Reicherta i Emila Schulza z 1890 r. Na planie widnieją trzy świątynie. Po lewej kościół szpitalny św. Stanisława, pośrodku kościół św. Idziego (wskazany strzałką) i na prawo zabudowania kościoła i klasztoru bernardynów wraz z kaplicą loretańską (od frontu kościoła, ogrodzona murem)

Domek loretański w Bydgoszczy – domek loretański, istniejący w latach 1682–1838 w Bydgoszczy, na terenie klasztoru i kościoła bernardynów. Bydgoska kaplica loretańska była jednym ze starszych obiektów tego rodzaju w Polsce.

## Domki loretańskie w Polsce
Obyczaj wznoszenia kaplic związanych z kultem maryjnym, zwanych loretańskimi, wiąże się z rozprzestrzenianiem się kultu Matki Boskiej Loretańskiej w Polsce. Jednym z jego czołowych polskich propagatorów był Jakub Sobieski, ojciec króla Jana III, który podczas swojej kilkuletniej podróży po Europie, nawiedził w 1612 roku Loreto. Domki loretańskie wznoszono na wzór "Świętego domu" Santa Casa w Loreto, który jak wierzono "został przeniesiony cudownie od aniołów z Nazaretu" i był mieszkaniem Maryi, "w którym poczęła Zbawiciela naszego, w którym chował się w dzieciństwie Zbawiciel nasz". Do dziś zachowało się kilkanaście domków loretańskich w Polsce, np. zbudowany w latach 1712–1719 w Krakowie, przy kościele oo. Kapucynów, do którego figurę Matki Boskiej ofiarowali kapucyni z Loreto, a jego ołtarz został zrobiony z biurka króla Jana III Sobieskiego.

## Historia
Na założenie Bractwa Matki Boskiej Loretańskiej oraz budowę domku loretańskiego w Bydgoszczy zezwolił papież Klemens IX w 1667 roku. Bractwo nie zostało jednak erygowane.
W 1682 roku przed frontem kościoła bernardynów w Bydgoszczy, w miejscu gdzie znajdowała się zrujnowana kaplica pod wezwaniem św. Marii Magdaleny, ufundowana przez rodzinę Paulusików, rozpoczęto budowę domu loretańskiego. Fundatorem Domku był szlachcic Jan Piniński (zm. 1690), a inicjatorem budowy bernardyn o. Franciszek z Warty (zm. 1690). Impulsem do fundacji kaplicy było zwycięstwo Jana III Sobieskiego pod Wiedniem.
Miejsce przeznaczone pod budowę kaplicy poświęcił opat koronowski Jerzy Naramowski. Budowę ukończono w 1685 roku, a konsekracji kaplicy wraz z ołtarzem, dokonał 17 czerwca tego samego roku sufragan włocławski Piotr Myszkowski. W ołtarzu głównym poświęconym Świętej Trójcy i Najświętszej Marii Pannie zostały umieszczone relikwie, przeniesione do niego z kościoła św. Idziego. Odpusty papieskie, przyznane kaplicy połączone z uroczystościami, przypadały na dzień 10 grudnia każdego roku.
Uroczyste zaprowadzenie nabożeństwa loretańskiego odbyło się 10 grudnia 1686 roku, kiedy to w procesji z bydgoskiego kościoła farnego, do kaplicy loretańskiej wniesiono obraz Matki Boskiej. Podczas tych uroczystości erygowano bractwo Domku Loretańskiego pod wezwaniem Wniebowzięcia NMP. Na jego rzecz przekazywano dary i fundacje, m.in. w 1688 roku srebrny kielich z pateną ofiarował kanonik warmiński Wolff, brat Jana Karola Wolffa, starosty bydgoskiego, a żona starosty Helena Wodzyńska ofiarowała tkaninę na płaszcz okrywający Matkę Boską Loretańską.
Na skutek wadliwej konstrukcji, w latach 1691–1692 sklepienie kaplicy trzykrotnie się zapadło. Zarząd zakonnej prowincji wyznaczył w 1722 roku o. Cherubina Watsona (zm. 1726) do prowadzenia odbudowy kaplicy. Prace rozpoczęto w 1723 od wyburzenia starych murów i przygotowania placu budowy. Właściwą budowę rozpoczęto rok później. Do 1724 roku odpowiadał za nią gwardian bydgoski o. Wacław Kołocki, a kiedy został przeniesiony na gwardiana odzyskanego klasztoru w Toruniu, prace ukończył w 1728 roku o. Jakub Tyszka.
Koszty odbudowy domu loretańskiego zamknęły się w kwocie 6 tys. złotych. Odbudowana kaplica, posadowiona na solidnym fundamencie, została zbudowana na planie prostokąta, z małym Domkiem Loretańskim. Dom zdobiły narożne wieżyczki, wieńczące jakby kapliczki, pokryte tynkiem. Wewnątrz domu położono posadzkę ceglaną, natomiast na zewnątrz kaplicę przyozdobiono, powyżej sklepienia, marmurem, zapobiegając w ten sposób zniszczeniu sklepienia przez niekorzystne warunki atmosferyczne. Wieżyczki i dwie kopuły pokryto od wewnątrz polichromią składającą się z dwóch obrazów, a w krużganku zamontowano okna. Dodatkowo w 1765 roku ozdobiono złotem i srebrem znajdujący się tam obraz Najświętszej Maryi Panny.
W 1772 roku, po wejściu Bydgoszczy w skład ziem zaboru pruskiego, nadszedł dla klasztoru trudny okres. Władze zaborcze, początkowo unikające zadrażnień na tle religijnym, po 1815 roku przesądziły kasatę placówki. Ostatni gwardian bydgoski Feliks Kokoszewski zmarł w 1826 roku, a w roku 1829 wyjechał ostatni zakonnik. Budynki, w tym domek loretański przejęło państwo pruskie, które oddało je gminie ewangelickiej. Od tamtej pory, kaplica loretańska nie była już nigdy więcej używana do celów kultowych; złożono w niej księgozbiór biblioteki bernardynów bydgoskich. W 1838 roku została rozebrana.

## Grobowce
W XVII i XVIII wieku, w grobowcu pod Domem Loretańskim pochowano wielu zasłużonych dla kościoła duchownych oraz znamienitych mieszczan i szlachciców. Spoczęli tu: o. Franciszek Warszawski, kaznodzieja generalny i prowincjał oraz fundator Jan Piniński (1690), Jakub Ulatowski (1694), Barbara Gocanowska (1695), Anna Broniewska i synowie Franciszka Lubstowskiego, starosty kruszwickiego (1696), Adam Lubstowski, kasztelan kowalski (1702), Elżbieta z Moszczyńskich Pinińska, benafaktorka i fundatorka Domu Loretańskiego (1717).